# 周安郡
周安郡，中国南北朝时设置的郡。
北周天和元年（566年）改马蹬郡置周安郡，治所在西流县（今四川宣汉县东南坝镇），隶属于开州。下辖西流县、新浦县二县。辖境相当今四川省宣汉县东南地区。隋文帝开皇三年（583年）废周安郡，属县直属开州。